# Les Marêts
Les Marêts est une commune française située dans le département de Seine-et-Marne en région Île-de-France.

## Géographie

### Localisation
La commune est située à environ 15 kilomètres au nord de Provins et 17 kilomètres au sud  de La Ferté-Gaucher.

### Hydrographie

#### Réseau hydrographique

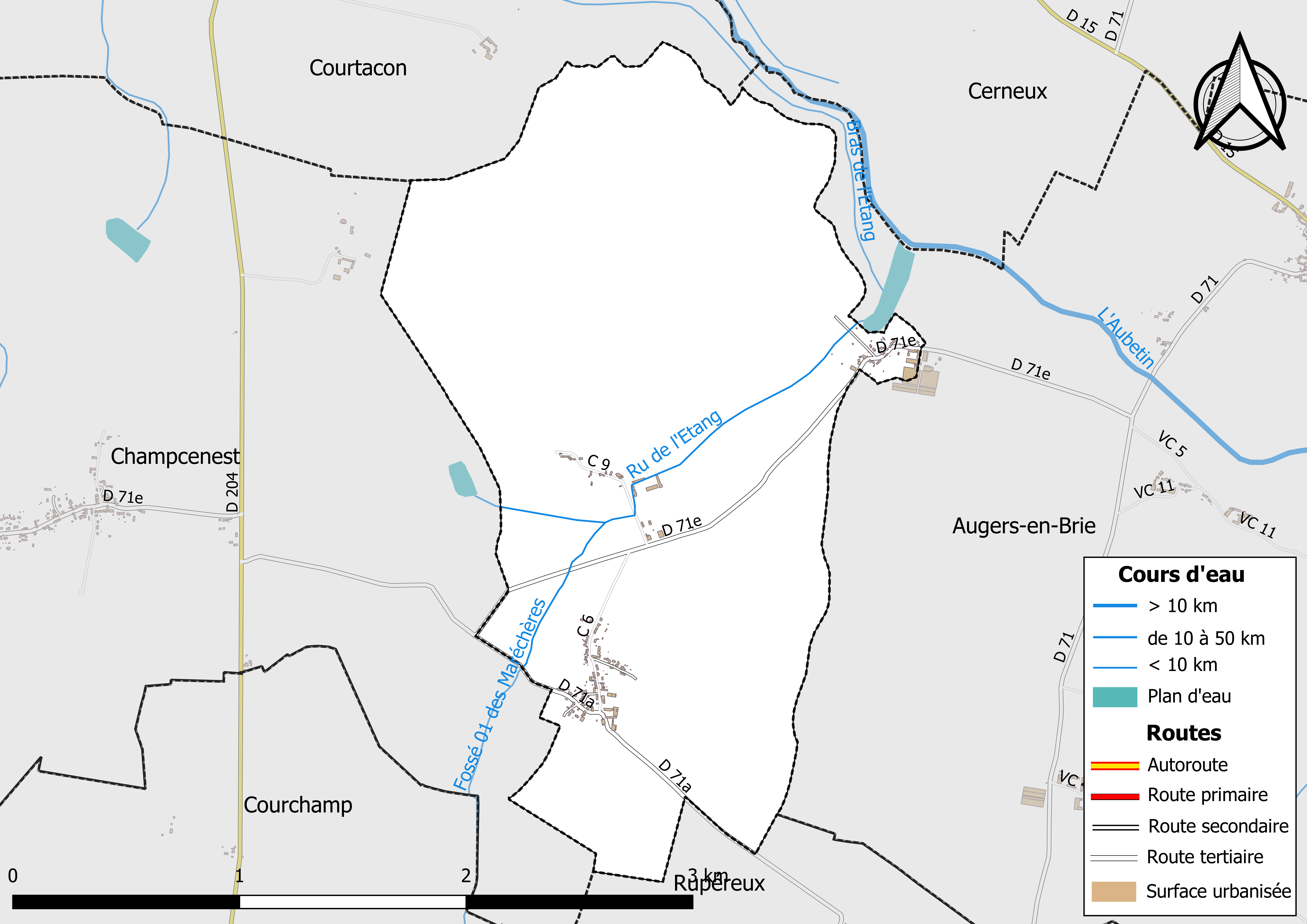
Carte des réseaux hydrographique et routier des Les Marêts.

Le réseau hydrographique de la commune se compose de deux cours d'eau référencés :
- le ru de l'Étang, long de 2,67 km[1], affluent du l’Aubetin ;
  - le fossé 01 des Maréchères, 3,45 km[2], qui conflue avec le ru de l'Étang.

La longueur totale des cours d'eau sur la commune est de 2,75 km.

#### Gestion des cours d'eau
Afin d’atteindre le bon état des eaux imposé par la Directive-cadre sur l'eau du 23 octobre 2000, plusieurs outils de gestion intégrée s’articulent à différentes échelles : le SDAGE, à l’échelle du bassin hydrographique, et le SAGE, à l’échelle locale. Ce dernier fixe les objectifs généraux d’utilisation, de mise en valeur et de protection quantitative et qualitative des ressources en eau superficielle et souterraine. Le département de Seine-et-Marne est couvert par six SAGE, au sein du bassin Seine-Normandie.
La commune fait partie du SAGE « Petit et Grand Morin », approuvé le 21 octobre 2016. Le territoire de ce SAGE comprend les bassins du Petit Morin (630 km2) et du Grand Morin (1 185 km2). Le pilotage et l’animation du SAGE sont assurés par le syndicat mixte d'aménagement et de gestion des Eaux (SMAGE) des 2 Morin, qualifié de « structure porteuse ».

### Climat
Pour des articles plus généraux, voir Climat de l'Île-de-France et Climat de Seine-et-Marne.
En 2010, le climat de la commune est de type climat océanique dégradé des plaines du Centre et du Nord, selon une étude du CNRS s'appuyant sur une série de données couvrant la période 1971-2000. En 2020, Météo-France publie une typologie des climats de la France métropolitaine dans laquelle la commune est exposée à un climat océanique altéré et est dans la région climatique Nord-est du bassin Parisien, caractérisée par un ensoleillement médiocre, une pluviométrie moyenne régulièrement répartie au cours de l’année et un hiver froid (3 °C).
Pour la période 1971-2000, la température annuelle moyenne est de 10,5 °C, avec une amplitude thermique annuelle de 15 °C. Le cumul annuel moyen de précipitations est de 732 mm, avec 11,9 jours de précipitations en janvier et 8,1 jours en juillet. Pour la période 1991-2020, la température moyenne annuelle observée sur la station météorologique la plus proche, située sur la commune de Bezalles à 5 km à vol d'oiseau, est de 11,4 °C et le cumul annuel moyen de précipitations est de 752,7 mm,. Pour l'avenir, les paramètres climatiques de la commune estimés pour 2050 selon différents scénarios d'émission de gaz à effet de serre sont consultables sur un site dédié publié par Météo-France en novembre 2022.
| Mois                                  | jan.             | fév.           | mars            | avril         | mai           | juin          | jui.           | août           | sep.          | oct.            | nov.            | déc.             | année      |
| ------------------------------------- | ---------------- | -------------- | --------------- | ------------- | ------------- | ------------- | -------------- | -------------- | ------------- | --------------- | --------------- | ---------------- | ---------- |
| Température minimale moyenne (°C)     | 1,3              | 1,3            | 3,4             | 5,3           | 8,8           | 11,8          | 13,7           | 13,6           | 10,5          | 8,1             | 4,4             | 2                | 7          |
| Température moyenne (°C)              | 3,8              | 4,4            | 7,6             | 10,5          | 14,1          | 17,3          | 19,7           | 19,6           | 15,9          | 12              | 7,2             | 4,4              | 11,4       |
| Température maximale moyenne (°C)     | 6,2              | 7,6            | 11,8            | 15,7          | 19,4          | 22,8          | 25,7           | 25,7           | 21,2          | 15,9            | 10              | 6,8              | 15,7       |
| Record de froid (°C) date du record   | −20,7 17.01.1985 | −13,6 04.02.12 | −9,9 01.03.05   | −3,7 14.04.19 | −1,3 06.05.19 | 1,5 01.06.06  | 4,8 04.07.1984 | 3,7 29.08.1993 | 1,3 25.09.02  | −3,5 29.10.1985 | −8,6 24.11.1998 | −13,3 31.12.1985 | −20,7 1985 |
| Record de chaleur (°C) date du record | 15,1 05.01.1999  | 19,9 27.02.19  | 24,2 29.03.1989 | 29,6 20.04.18 | 32 28.05.17   | 37,4 27.06.11 | 41,6 25.07.19  | 40 12.08.03    | 34,1 15.09.20 | 28,7 02.10.11   | 21,3 07.11.15   | 16,7 07.12.00    | 41,6 2019  |
| Précipitations (mm)                   | 65,5             | 58,6           | 56,9            | 53,3          | 68,6          | 55,9          | 56             | 56,9           | 56,7          | 72,5            | 68,3            | 83,5             | 752,7      |

### Milieux naturels et biodiversité
Aucun espace naturel présentant un intérêt patrimonial n'est recensé sur la commune dans l'inventaire national du patrimoine naturel,,.

## Urbanisme

### Typologie
Au 1er janvier 2024, Les Marêts est catégorisée commune rurale à habitat très dispersé, selon la nouvelle grille communale de densité à sept niveaux définie par l'Insee en 2022.
Elle est située hors unité urbaine. Par ailleurs la commune fait partie de l'aire d'attraction de Paris, dont elle est une commune de la couronne,. Cette aire regroupe 1 929 communes,.

### Lieux-dits et écarts
La commune compte 20 lieux-dits administratifs répertoriés consultables ici.

### Occupation des sols
L'occupation des sols de la commune, telle qu'elle ressort de la base de données européenne d’occupation biophysique des sols Corine Land Cover (CLC), est marquée par l'importance des territoires agricoles (68,2 % en 2018), en augmentation par rapport à 1990 (67,3 %). La répartition détaillée en 2018 est la suivante : 
terres arables (68,2% ), forêts (31,8 %).
Parallèlement, L'Institut Paris Région, agence d'urbanisme de la région Île-de-France, a mis en place un inventaire numérique de l'occupation du sol de l'Île-de-France, dénommé le MOS (Mode d'occupation du sol), actualisé régulièrement depuis sa première édition en 1982. Réalisé à partir de photos aériennes, le Mos distingue les espaces naturels, agricoles et forestiers mais aussi les espaces urbains (habitat, infrastructures, équipements, activités économiques, etc.) selon une classification pouvant aller jusqu'à 81 postes, différente de celle de Corine Land Cover,,. L'Institut met également à disposition des outils permettant de visualiser par photo aérienne l'évolution de l'occupation des sols de la commune entre 1949 et 2018.

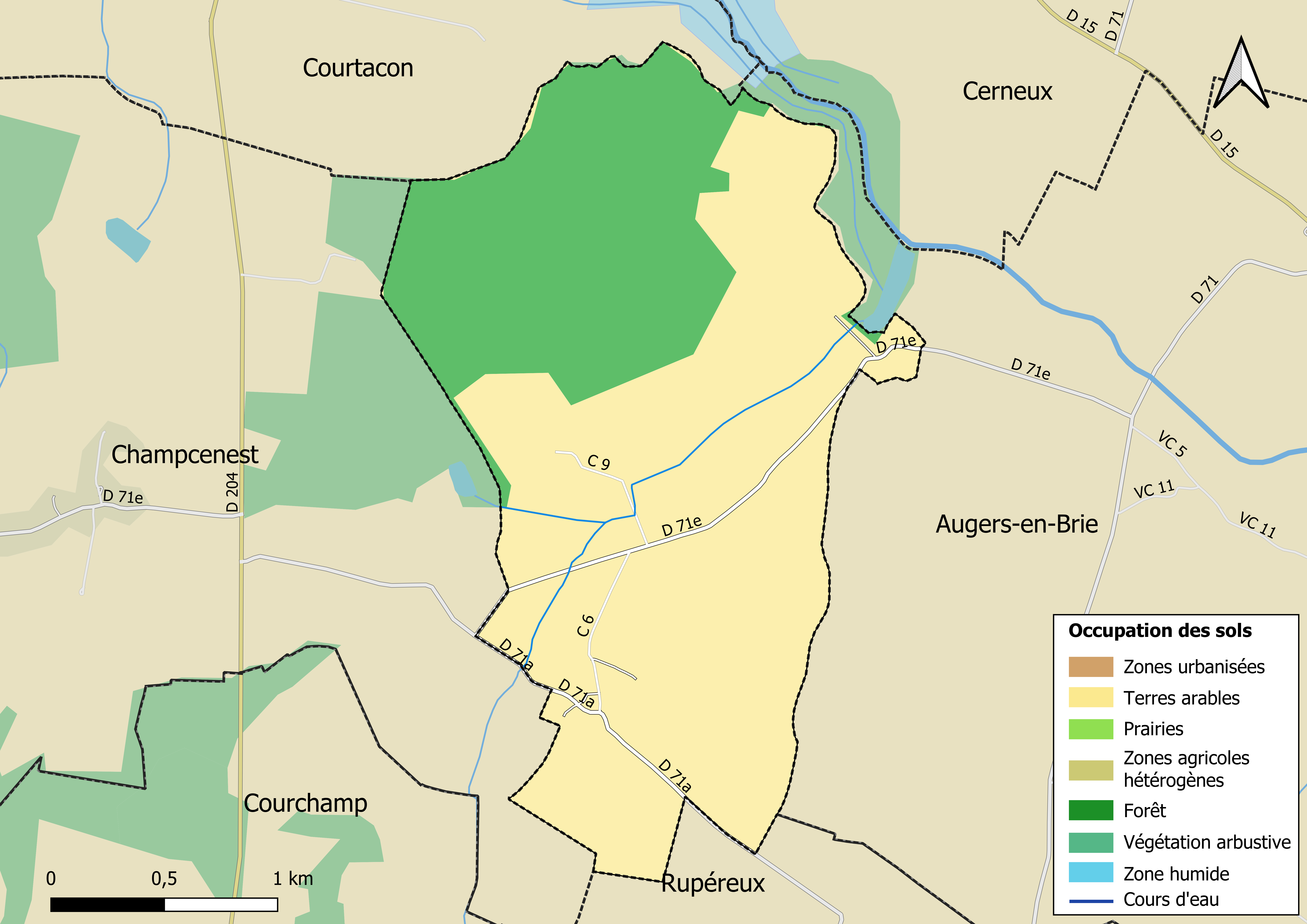
Carte des infrastructures et de l'occupation des sols en 2018 (CLC) de la commune.
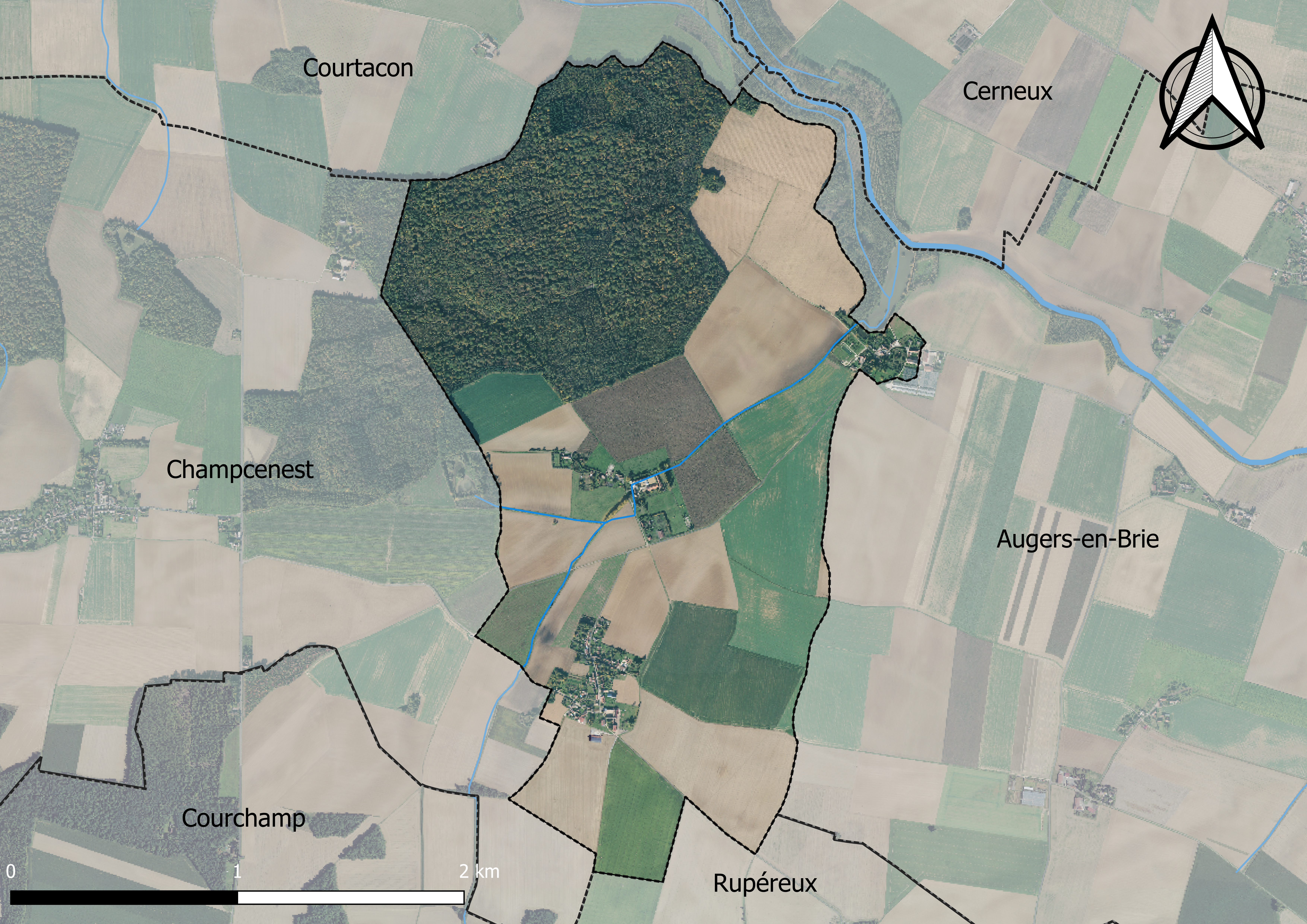
Carte orhophotogrammétrique de la commune.

### Planification
La loi SRU du 13 décembre 2000 a incité les communes à se regrouper au sein d’un établissement public, pour déterminer les partis d’aménagement de l’espace au sein d’un SCoT, un document d’orientation stratégique des politiques publiques à une grande échelle et à un horizon de 20 ans et s'imposant aux documents d'urbanisme locaux, les PLU (Plan local d'urbanisme). La commune est dans le territoire du SCOT Grand Provinois, dont le projet a été arrêté le 29 janvier 2020, porté par le syndicat mixte d’études et de programmation (SMEP) du Grand Provinois, qui regroupe les Communautés de Communes du Provinois et de Bassée-Montois, soit 82 communes.
La commune disposait en 2019 d'un plan local d'urbanisme en révision. Le zonage réglementaire et le règlement associé peuvent être consultés sur le Géoportail de l'urbanisme.

### Logement
En 2017, le nombre total de logements dans la commune était de 70 dont 100 % de maisons.
Parmi ces logements, 69,8 % étaient des résidences principales, 12,9 % des résidences secondaires et 17,2 % des logements vacants.
La part des ménages fiscaux propriétaires de leur résidence principale s'élevait à 91,8 % contre 6,1 % de locataires et 2 % logés gratuitement.

## Toponymie
Le nom de la localité est mentionné sous les formes Les Marois vers 1222 (Livre des vassaux) ; Marais vers 1240 ; Les Mares, domus fortis en 1249 ; Prior de Maresiis en 1353 ; Capellanus de Maresiis au XIVe siècle ; La seigneurie des Marays en 1521 ; Le fief des Marestz en 1587.
Pluriel de l'oïl maresc, mareis, marais « marécage ».

## Politique et administration

### Liste des maires
| Période                                  | Période                 | Identité      | Étiquette | Qualité |
| ---------------------------------------- | ----------------------- | ------------- | --------- | ------- |
| 1997                                     | 2014                    | Gérard Cognyl |           |         |
| mai 2014                                 | 18 mai 2018 (Démission) | Alain Guyard  |           |         |
| décembre 2018                            | En cours                | Gérard Cognyl |           |         |
| Les données manquantes sont à compléter. |                         |               |           |         |

## Équipements et services

### Eau et assainissement
L’organisation de la distribution de l’eau potable, de la collecte et du traitement des eaux usées et pluviales relève des communes. La loi NOTRe de 2015 a accru le rôle des EPCI à fiscalité propre en leur transférant cette compétence. Ce transfert devait en principe être effectif au 1er janvier 2020, mais la loi Ferrand-Fesneau du 3 août 2018 a introduit la possibilité d’un report de ce transfert au 1er janvier 2026,.

#### Assainissement des eaux usées
En 2020, la commune des Marêts ne dispose pas d'assainissement collectif,.
L’assainissement non collectif (ANC) désigne les installations individuelles de traitement des eaux domestiques qui ne sont pas desservies par un réseau public de collecte des eaux usées et qui doivent en conséquence traiter elles-mêmes leurs eaux usées avant de les rejeter dans le milieu naturel. La communauté de communes du Provinois assure pour le compte de la commune le service public d'assainissement non collectif (SPANC), qui a pour mission de vérifier la bonne exécution des travaux de réalisation et de réhabilitation, ainsi que le bon fonctionnement et l’entretien des installations,.

#### Eau potable
En 2020, l'alimentation en eau potable est assurée par le syndicat de l'Eau de l'Est seine-et-marnais (S2E77) qui gère le service en régie,,.

## Population et société
L'évolution du nombre d'habitants est connue à travers les recensements de la population effectués dans la commune depuis 1793. Pour les communes de moins de 10 000 habitants, une enquête de recensement portant sur toute la population est réalisée tous les cinq ans, les populations de référence des années intermédiaires étant quant à elles estimées par interpolation ou extrapolation. Pour la commune, le premier recensement exhaustif entrant dans le cadre du nouveau dispositif a été réalisé en 2006.

En 2022, la commune comptait 154 habitants, en évolution de +2,67 % par rapport à 2016 (Seine-et-Marne : +3,92 %, France hors Mayotte : +2,11 %).
| 1793 | 1800 | 1806 | 1821 | 1831 | 1836 | 1841 | 1846 | 1851 |
| ---- | ---- | ---- | ---- | ---- | ---- | ---- | ---- | ---- |
| 260  | 212  | 272  | 251  | 216  | 234  | 262  | 293  | 283  |

| 1856 | 1861 | 1866 | 1872 | 1876 | 1881 | 1886 | 1891 | 1896 |
| ---- | ---- | ---- | ---- | ---- | ---- | ---- | ---- | ---- |
| 256  | 280  | 252  | 247  | 233  | 268  | 231  | 194  | 207  |

| 1901 | 1906 | 1911 | 1921 | 1926 | 1931 | 1936 | 1946 | 1954 |
| ---- | ---- | ---- | ---- | ---- | ---- | ---- | ---- | ---- |
| 172  | 197  | 252  | 161  | 152  | 130  | 151  | 170  | 134  |

| 1962 | 1968 | 1975 | 1982 | 1990 | 1999 | 2006 | 2011 | 2016 |
| ---- | ---- | ---- | ---- | ---- | ---- | ---- | ---- | ---- |
| 117  | 106  | 72   | 72   | 107  | 135  | 152  | 154  | 150  |

| 2021 | 2022 | - | - | - | - | - | - | - |
| ---- | ---- | - | - | - | - | - | - | - |
| 152  | 154  | - | - | - | - | - | - | - |

## Économie

### Secteurs d'activité
En 2018, la commune était classée en zone de revitalisation rurale (ZRR), un dispositif visant à aider le développement des territoires ruraux principalement à travers des mesures fiscales et sociales. Des mesures spécifiques en faveur du développement économique s'y appliquent également. Le classement des communes en ZRR était valable jusqu’au 31 décembre 2020,.

#### Agriculture
Les Marêts est dans la petite région agricole dénommée la « Brie est », une partie de la Brie. En 2010, l'orientation technico-économique de l'agriculture sur la commune est la culture de céréales et d'oléoprotéagineux (COP).
Si la productivité agricole de la Seine-et-Marne se situe dans le peloton de tête des départements français, le département enregistre un double phénomène de disparition des terres cultivables (près de 2 000 ha par an dans les années 1980, moins dans les années 2000) et de réduction d'environ 30 % du nombre d'agriculteurs dans les années 2010. Cette tendance se retrouve au niveau de la commune où le nombre d’exploitations est passé de 5 en 1988 à 2 en 2010. Parallèlement, la taille de ces exploitations augmente, passant de 111 ha en 1988 à 194 ha en 2010.
Le tableau ci-dessous présente les principales caractéristiques des exploitations agricoles des Marêts, observées sur une période de 22 ans : 
|                                      | 1988 | 2000 | 2010 |
| ------------------------------------ | ---- | ---- | ---- |
| Dimension économique,                |      |      |      |
| Nombre d’exploitations (u)           | 5    | 5    | 2    |
| Travail (UTA)                        | 18   | 6    | 3    |
| Surface agricole utilisée (ha)       | 557  | 400  | 387  |
| Cultures                             |      |      |      |
| Terres labourables (ha)              | 555  | 398  | s    |
| Céréales (ha)                        | 393  | s    | s    |
| dont blé tendre (ha)                 | 246  | s    | s    |
| dont maïs-grain et maïs-semence (ha) | s    | s    | s    |
| Tournesol (ha)                       | 0    |      |      |
| Colza et navette (ha)                | s    | s    | s    |
| Élevage                              |      |      |      |
| Cheptel (UGBTA)                      | 1    | 26   | 0    |

## Culture locale et patrimoine

### Lieux et monuments
- L'église Saint-Hubert (XVIIe et XVIIIe siècles), classée monument historique (par arrêté du 5 août 1920)
- (https://archives.seine-et-marne.fr/les-marets-eglise-remarquable)
- (http://www2.culture.gouv.fr/public/mistral/merimee_fr?ACTION=CHERCHER&FIELD_1=REF&VALUE_1=PA00087079)
- La fontaine
- La ferme fortifiée
- Le bois des Marêts
- Le château Les Marets

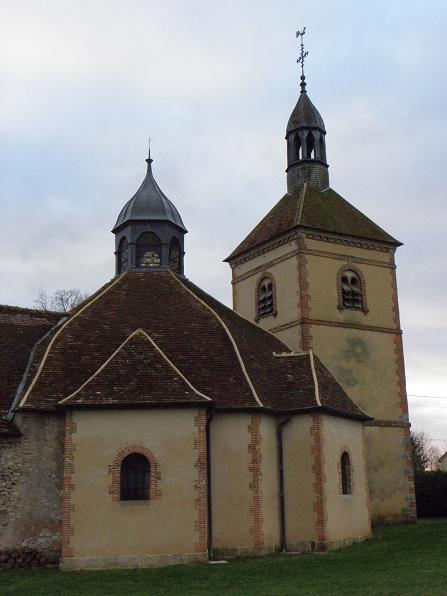
Église Saint-Hubert.
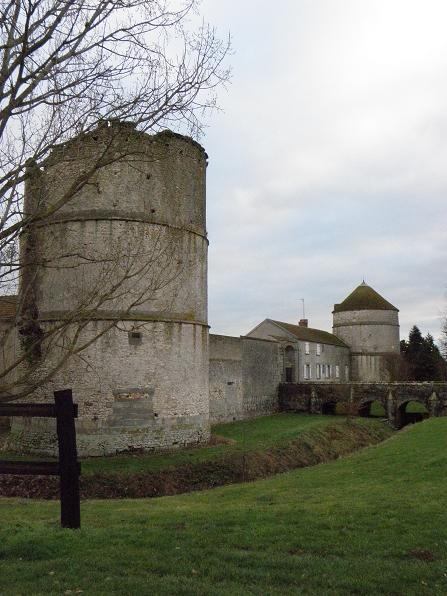
Château.